# Dubin-Johnson-Syndrom
Das Dubin-Johnson-Syndrom (auch Dubin-Johnson-Sprinz-Syndrom) ist eine sehr seltene Erbkrankheit der Leber, bei der  die Ausscheidung konjugierten Bilirubins in die Galle gestört ist. Frauen sind davon häufiger betroffen als Männer. Die Lebenserwartung ist nicht eingeschränkt, eine Therapie ist nicht nötig. Das Syndrom ist nach den Pathologen Isadore Nathan Dubin (1913–1980) und Frank B. Johnson (* 1919) benannt.
Beim Dubin-Johnson-Syndrom ist die Einnahme von Östrogenen (z. B. als Antibabypille) streng kontraindiziert.

## Ätiologie und Pathogenese
Die Erkrankung wird autosomal-rezessiv vererbt. Infolge einer Mutation ist das sogenannte multidrug resistance related protein 2 (MRP2) nicht funktionstüchtig. Es sorgt physiologisch dafür, dass glucuronidiertes (konjugiertes) Bilirubin ATP-abhängig in die Gallenkanälchen (canaliculi hepatici) entlassen wird. Dadurch kann Bilirubin nicht aus der Leberzelle in die Gallenkapillare transportiert werden, was zu einer Ansammlung von Bilirubin in der Leber und zu einem Rückstau konjugierten Bilirubins in das Blut führt.

## Symptome
Das Dubin-Johnson-Syndrom manifestiert sich durch einen Ikterus (Gelbsucht) mit milder intermittierender (zeitweise auftretender) Hyperbilirubinämie (Anstieg des Bilirubins im Blut, davon 60 % direktes Bilirubin). Im Urin lässt sich Koproporphyrin I nachweisen.

## Diagnose
Neben den Laborwerten (Bilirubin, Koproporphyrin I) zeigt sich laparoskopisch eine braun-schwarze Verfärbung der Leber. Histologisch kann ein schwarzes Pigment in den Leberzellen nachgewiesen werden. Im Cholezystogramm sind keine Gallenwege darstellbar.